# Hyloxalus infraguttatus
Hyloxalus infraguttatus es una especie de anfibio anuro de la familia Dendrobatidae.

## Distribución geográfica
Esta especie habita entre los 70 y 1500 m de altitud:
- en el departamento de Nariño en Colombia;
- en Ecuador en las provincias de Manabí, Guayas, Bolívar, Los Ríos, Azuay y El Oro.[4]

## Descripción
Los machos miden de 16.7 a 20.5 mm y las hembras de 19.5 a 23.4 mm.

## Publicación original
- Boulenger, 1898 : An account of the reptiles and batrachians collected by Mr. W. F. H. Rosenberg in western Ecuador. Proceedings of the Zoological Society of London, vol. 1898, n.º 1, p. 107-126[5]